# Општина Петрешти (Сату Маре)
Петрешти (рум. Petreşti) општина је у Румунији у округу Сату Маре.
Oпштина се налази на надморској висини од 130 m.